# Ann Griffiths
Ann Griffiths (z domu Thomas; kwiecień 1776 – sierpień 1805) - walijska poetka i autorka chrześcijańskich hymnów kościoła metodystów.
Ann urodziła się w kwietniu 1776 roku niedaleko wioski Llanfihangel-yng-Ngwynfa, niecałe dziesięć kilometrów od miasta kupieckiego Llanfyllin (w byłym hrabstwie Mongomeryshire) w Powys. Była córką Johna Evana Thomasa, najemcy gruntu rolnego i administratora kościoła, i jego żony, Jane. Miała dwie starsze siostry, starszego brata, Johna, i młodszego, Edwarda. Dom jej rodziców, Dolwar Fechan, był odizolowaną farmą około czterech kilometrów na południe od Llanfihangel i półtora kilometra na północ od Dolanog, usytuowaną wśród wzgórz i strumieni. Niedaleko znajdowało się Pennant Melangell, gdzie święty Melangell przebywał jako pustelnik w VII w.
Ann została wychowana w wierze anglikańskiej, jednak w 1794 roku, gdy miała osiemnaście lat, jej matka zmarła, i mniej więcej w tym czasie lub nieco wcześniej, idąc za przykładem braci Johna i Edwarda, zainteresowała się ruchem metodystów. W 1796 roku dołączyła do ruchu kalwińsko-metodystycznego po wysłuchaniu kazania wielebnego Benjamina Jonesa z Pwllheli.
Po śmierci obu rodziców wyszła za Thomasa Griffithsa, rolnika z parafii Meifod i starszego kościoła kalwińskich metodystów.
Ann Griffiths zmarła po porodzie w wieku lat dwudziestu dziewięciu i została pochowana 12 sierpnia 1805 roku w Llanfihangel-yng-Ngwynfa.
Pozostawiła po sobie kilkadziesiąt zwrotek w języku walijskim. Te zachował i opublikował jej mentor, duchowny kościoła kalwińskich metodystów, John Hughes z Pontrobet, i jego żona, Ruth, która była służącą na farmie i powiernicą Ann Griffiths.
Poematy Ann były wyrazem jej żarliwej wiary ewangelickiej i odzwierciedlały jej ostry intelekt i dokładną wiedzę na temat Biblii. Jest najważniejszą żeńską przedstawicielką walijskiego hymnopisarstwa. Jej twórczość uważana jest za wyróżniającą się w walijskiej literaturze, a jej najdłuższy poemat został opisany przez dramaturga i krytyka literackiego, Saundersa Lewisa, jako „jedna z majestatycznych pieśni europejskiej poezji religijnej”.
Jej hymn Wele'n sefyll rhwng y myrtwydd jest powszechnie śpiewany w Walii do melodii Cwm Rhondda.
Podczas swojej mszy intronizacyjnej na stanowisko arcybiskupa Canterbury w lutym 2003 roku Rowan Williams odczytał swoje własne tłumaczenie jednego z jej hymnów: Yr Arglwydd Iesu (Nasz Pan Jezus).